# XLIII Festival Internacional de la Canción de Viña del Mar
El XLIII Festival Internacional de la Canción de Viña del Mar, o simplemente Viña '02, se realizó del 20 al 25 de febrero de 2002 en el anfiteatro de la Quinta Vergara, en Viña del Mar, Chile. Fue transmitido por Canal 13 y animado por Antonio Vodanovic, quien estuvo acompañado por distintas coanimadoras cada noche: Myriam Hernández, Angélica Castro, Andrea Tessa, Patricia Manterola, Natalia Oreiro y Cecilia Bolocco.

## Desarrollo

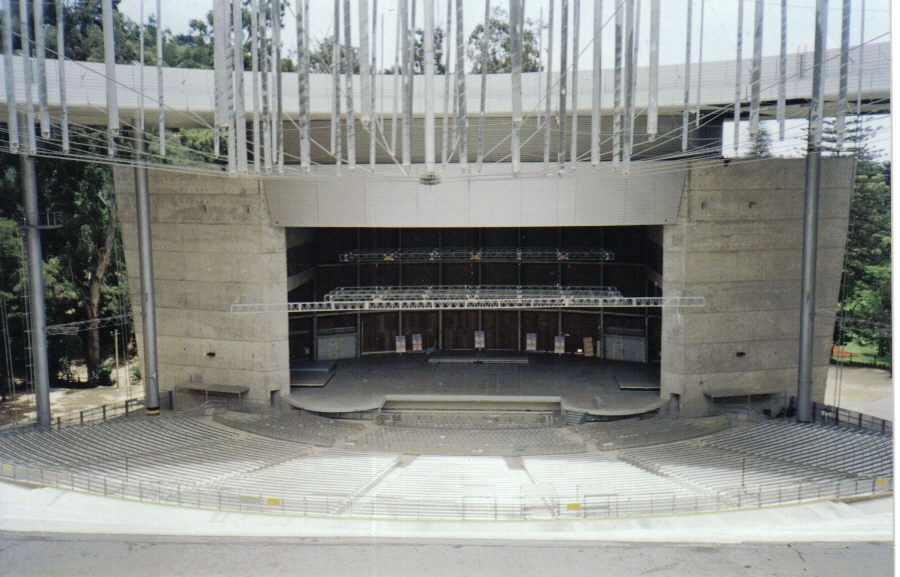
El nuevo anfiteatro de la Quinta Vergara estrenado en el 2002.

La XLIII versión del Festival de Viña del Mar corresponde a la tercera versión del certamen realizada por Canal 13. Fue el primer festival realizado sin la tradicional "Concha acústica" del anfiteatro de la Quinta Vergara, luego de su remodelación.

### Día 1 (miércoles 20)
- Obertura
- Cristian Castro
- As Meninas
- David y Danya (varieté)
- Sergio Dalma
- Chocolate y Nietos del Futuro

### Día 2 (jueves 21)
- Obertura
- Paulina Rubio
- Melody
- Axé Bahía
- Ricardo Montaner
- Piero
- Arturo Ruiz-Tagle (humor)
- DJ Méndez

### Día 3 (viernes 22)
- Obertura
- La Ley
- Javiera y Los Imposibles
- Tito Fernández
- Lucho Gatica y Antonio Prieto
- Buddy Richard
- Illapu

### Día 4 (sábado 23)
- Obertura
- Natalia Oreiro
- Germán Casas G
- Juan Gabriel
- Misha (varieté)
- Los Auténticos Decadentes

### Día 5 (domingo 24)
- Obertura
- Chayanne
- Soledad
- La Cuatro (humor)
- Patricia Manterola
- Los Jaivas

### Día 6 (lunes 25)
- Obertura:  Cecilia Bolocco
- Chayanne
- Cecilia Echenique
- Myriam Hernández
- Fito Páez
- Circo Imperial de China (varieté)
- Raúl
- Víctor Heredia

## Hechos memorables
- Fue la última presentación de Los Jaivas con Eduardo "Gato" Alquinta como vocalista, antes de su muerte en enero de 2003.
- Rod Stewart iba a presentarse en esta edición del certamen, pero luego de la cancelación de su concierto en Lima fue imposible contar con su actuación en Chile. Por ello Chayanne actuó en las dos últimas jornadas.
- El momento más visto de este festival fue la actuación del grupo de baile brasileño Axé Bahía, con más de 60 puntos de rating.
- En la actuación de Paulina Rubio, el público pedía la Antorcha de Plata, que no fue entregada por Antonio Vodanovic, lo que motivó el enojo de la cantante mexicana con el animador.
- En su cierre de la versión 2002, cerró con el ganador de la competencia internacional y se cerró el "ojo" que estaba arriba en el escenario. No hubo un cierre con un artista como en las jornadas anteriores. Originalmente iba a cerrar Rod Stewart en la última noche y Chayanne que originalmente iba a ocupar su lugar se decidió dejarlo abriendo la última noche debido a que el cantante puertorriqueño tenía un vuelo ese mismo día.
- Eduardo del Perú, elegido como el mejor intérprete y ganador con el tema Juramento en la competencia folklórica, recibió un fuerte abucheo por el público, ya que al entrar a recibir su premio, entró con la bandera chilena "al revés", o sea, con la estrella hacia el lado izquierdo, lo que provocó un fuerte abucheo del público al tomarlo como un "insulto", aunque esa no era su intención, sino que llevar la estrella "en su corazón" metafóricamente hablando, después fue ayudado por Antonio Vodanovic a colocar la bandera en la posición correcta, lo que acalló el público y de abucheos, pasaron a fuertes aplausos por su triunfo.
- Esta edición sería la última para Gloria Benavides (La Cuatro Dientes) hasta el momento.
- El cantautor y compositor mexicano Juan Gabriel regresa al escenario para esta edición de este festival después de cuatro años sin presentarse, su última presentación fue en 1998.

## Jurado Internacional
- Sergio Dalma
- Víctor Heredia (Presidente del jurado)
- Cecilia Echenique
- Piero
- Javiera Parra
- Sergio "Pirincho" Cárcamo
- Patricia Manterola
- Peter Rock
- Maitén Montenegro
- Raúl
- Julio Videla

## Jurado Folclórico
- Soledad
- Agustín Fernández
- Alicia Pedroso
- Víctor Ibarra
- Laura Canoura
- Sandra Ramírez (Presidenta del jurado)
- Lalo Vilches

## Competencias
Internacional:
- 1.er lugar:  Argentina, Soy tu ángel, de Ricardo Pald y Valeria Lynch, interpretada por Óscar Patiño.
- Mejor intérprete: Duvalier Quiros,  Costa Rica.

Folclórica:
- 1.er lugar:  Perú, Juramento, de Carlos Rincón, interpretada por Eduardo del Perú.[3]
- Mejor intérprete: Eduardo del Perú,  Perú.